# Marsdenia asplundii
Marsdenia asplundii är en oleanderväxtart som beskrevs av G. Morillo och D.L. Spellman. Marsdenia asplundii ingår i släktet Marsdenia och familjen oleanderväxter. Inga underarter finns listade i Catalogue of Life.